# Merodon parietum
Merodon parietum är en tvåvingeart som beskrevs av Johann Wilhelm Meigen 1822. Merodon parietum ingår i släktet narcissblomflugor, och familjen blomflugor. Inga underarter finns listade i Catalogue of Life.